# Ricardo Prado
Ricardo Prado (Andradina, 3 de janeiro de 1965) é um nadador brasileiro. É considerado o maior nadador brasileiro da década de 1980.

## Trajetória esportiva
Começou a nadar aos cinco anos de idade, por influência dos irmãos mais velhos. Aos 6 anos disputou o primeiro campeonato brasileiro infantil. Foi campeão brasileiro pela primeira vez aos sete anos de idade, nos 50 metros nado borboleta. Foi atleta do Clube de Regatas do Flamengo. 
Considerado precoce para a sua época, em 1977, com apenas 12 anos de idade, fez parte da seleção brasileira que foi ao Peru disputar o campeonato sul-americano de natação. Nesse evento, ganhou oito medalhas (quatro de ouro e quatro de prata) e ainda quebrou o recorde infantil sul-americano nos 200 metros medley.
Estudava e treinava nos Estados Unidos, na Mission Viejo Nadadores, com o técnico Mark Schuber.
Com apenas 14 anos, participou dos Jogos Pan-americanos de 1979, em San Juan, onde terminou em sétimo lugar nos 400m medley, e oitavo nos 200m medley. 
Aos 15 anos, Prado participou dos Jogos Olímpicos de Verão de 1980, em Moscou. Ele nadou os 400m medley e os 100m costas, não alcançando a final das provas.
Em 2 de agosto de 1982, aos 17 anos de idade, no Campeonato Mundial de Esportes Aquáticos de 1982 em Guayaquil, Prado ganhou uma medalha de ouro nos 400m medley, com um tempo de 4m19s78, estabelecendo um novo recorde mundial, que duraria até 23 de maio de 1984. Prado também esteve outras quatro finais: ficou em 4º nos 200m borboleta (superando o recorde sul-americano) e 8º nos 200m medley, 200m costas e 4x100m medley. Prado teve chances de ganhar medalha nos 200m medley, mas as condições foram adversas no Equador. "O hotel em que nos hospedamos não era bem frequentado. Ficava em frente à rodoviária de Guayaquil. Eu consegui chegar à final dos 200m medley, mas já estava debilitado, porque a alimentação lá era péssima, e terminei a prova em oitavo lugar". Prado aterrissou em casa com o ouro no pescoço, mas com uma grande micose na barriga. Djan Madruga teve pior sorte: contraiu febre tifóide.
Na Universíada de Verão de 1983, em Edmonton, Prado ganhou duas medalhas de bronze, nos 200 e 400m medley. Ele também terminou em quarto nos 200m costas e sexto nos 200m borboleta.
Prado competiu nos Jogos Pan-Americanos de 1983, em Caracas, onde ganhou duas medalhas de ouro nos 200 e 400 metros medley (superando o recorde da competição). Ele também ganhou duas medalhas de prata nos 200 metros costas, e 200m borboleta (em ambos, batendo o recorde sul-americano).
Em 1984, seu recorde foi batido meses antes das Olimpíadas de Los Angeles pelo alemão-oriental Jens-Peter Berndt, com 4m19s61. Porém, a Alemanha Oriental, juntamente com o bloco comunista, boicotaria esta Olimpíada. Ricardo era um dos favoritos à medalha de ouro. Entretanto, nos Jogos Olímpicos de Verão de 1984 em Los Angeles, Califórnia obteve a medalha de prata nos 400m medley, prova vencida pelo canadense Alex Baumann, com recorde mundial de 4m17s41. Ele também terminou em quarto lugar nos 200m costas, 12º no 4 × 100m medley e 17º nos 200m medley e 200m borboleta.
Prado participou do Campeonato Pan-Pacífico de Natação de 1985, a primeira edição da competição, onde conquistou a medalha de ouro nos 400m medley, e o bronze nos 200m borboleta. Ele também terminou em quarto lugar nos 200 metros costas. 
Na Universíada de 1985, em Kobe, obteve a medalha de ouro nos 400 metros medley, e o bronze nos 200 metros medley. Também terminou em 4º nos 200m costas e nos 200m borboleta.
No Campeonato Mundial de Esportes Aquáticos de 1986, em Madri, Prado terminou em 7º nos 200m medley. 
Embora sentindo o esgotamento de anos de competição, Prado ainda nadou nos Jogos Pan-Americanos de 1987, em Indianapolis, onde conquistou uma medalha de prata nos 200m costas, e duas medalhas de bronze nos 200m medley e nos 4x100m medley. 
Prado começou a declinar depois de perder o ouro em Los Angeles 1984 para Alex Baumann. Em 1987, Prado se sentiu cansado com seu status de estrela. Durante esse ano, ele ainda nadou bem, conquistou medalhas nos Jogos Pan-Americanos e falou aos jornalistas sobre seu treinamento para as Olimpíadas de 1988 em Seul. No início de 1988, o diagnóstico positivo de hepatite de Prado marcou o inevitável. Prado disse adeus à natação competitiva, aos 23 anos de idade.

## Marcas e Recordes
Além de bater o recorde mundial dos 400m medley, Prado detinha cinco recordes Sul-Americanos ao mesmo tempo, à época dos Jogos Pan-Americanos de 1983 em Caracas. Nessa competição, ele quebrou o recorde sul-americano de Djan Madruga nos 200m costas, com o tempo de 2m02s85. Este recorde não seria quebrado até os Jogos Olímpicos de Verão de 1988 em Seul por Rogério Romero, com o tempo de 2m02s26 nas eliminatórias. Em Caracas, ele também quebrou o recorde sul-americano dos 200m borboleta, com o tempo de 1m59s00. Esse recorde só foi batido em 2003, 20 anos depois, por Kaio Márcio de Almeida.
Prado quebrou o recorde sul-americano dos 400m medley nos Jogos Olímpicos de 1984, com o tempo de 4m18s45. Este recorde só foi batido 20 anos depois, em 2004, por Thiago Pereira.
Nos 200m medley, Prado quebrou o recorde sul-americano em Clovis, Califórnia, em 1983, com o tempo de 2m04s10. Este recorde durou 20 anos e foi derrubado somente em 2003, por Diogo Yabe.

## Vida pessoal
É formado em economia, com mestrado, pela Universidade Metodista de Dallas, no Texas, e em educação física.
Em 2003, aos 38 anos, sofreu um enfarte, e foi submetido a uma cirurgia cardíaca para a implantação de três pontes de artéria mamária e duas de safena.
Trabalhou como gerente de esportes do comitê organizador dos Jogos Pan-Americanos de 2007 (Rio 2007) e é comentarista esportivo da ESPN Brasil.
Desde março de 2008, Ricardo Prado é diretor esportivo do Parque Aquático Maria Lenk, onde ocorreram as provas de natação dos Jogos Pan-Americanos do Rio de Janeiro.